# Onthophagus aureiceps
Onthophagus aureiceps là một loài bọ cánh cứng trong họ Bọ hung (Scarabaeidae).